# Prostitúció elősegítése
A prostitúció elősegítése Magyarországon bűncselekmény, annak ellenére, hogy az üzletszerű kéjelgés már nem számít bűncselekménynek. A különös részi törvényi tényállás jelenlegi nevét a 2012. évi C. törvény 201. § -a vezette be. (A bűncselekmény neve addig üzletszerű kéjelgés elősegítése volt.)

## A hatályos szöveg
„(1) Aki
a) mást prostitúcióra rábír,
b) épületet vagy egyéb helyet prostitúció céljára másnak a rendelkezésére bocsát,
c) tizennyolcadik életévét be nem töltött személy prostitúciójához segítséget nyújt,
bűntett miatt három évig terjedő szabadságvesztéssel büntetendő.
(2) Egy évtől öt évig terjedő szabadságvesztéssel büntetendő, aki tizennyolcadik életévét be nem töltött személyt bír rá prostitúcióra.
(3) Aki bordélyházat tart fenn, vezet, vagy annak működéséhez anyagi eszközöket szolgáltat, egy évtől öt évig terjedő szabadságvesztéssel büntetendő.”

A hatályos Büntető Törvénykönyv  javaslatának a 201. §hoz fűzött indokolása szerint: 

„Az üzletszerű kéjelgés a hatályos Btk. alapján nem minősül bűncselekménynek, szabálysértésnek is csak abban az esetben, ha az elkövető a szexuális szolgáltatással összefüggő korlátozást, illetve tilalmat megszegi (pl. a szexuális szolgáltatás nyújtására az ún. védett övezeten belül kerül sor). A prostitúció tehát legálisan végezhető szexuális szolgáltatás, annak más személy általi kihasználása és ebből haszonszerzés azonban nem elfogadható, ezt a törvény is büntetni rendeli. Ilyen „élősdi” jellegű bűncselekmény az üzletszerű kéjelgés elősegítése, a kerítés és a kitartottság.
A törvény az egyszerűség és közérthetőség érdekében felváltja az üzletszerű kéjelgés fogalmát a nemzetközi nyelvezetben és a köznyelvben is használatos prostitúcióval. Az üzletszerű kéjelgés kifejezést egyetlen más jogszabály sem tartalmazza. A Szabs. tv. 172. §-a ugyan a tiltott kéjelgés címet viseli, tartalma viszont a szexuális szolgáltatásokkal kapcsolatos, és a háttérjogszabályai, a szervezett bűnözés, valamint az azzal összefüggő egyes jelenségek elleni fellépés szabályairól és az ehhez kapcsolódó törvénymódosításokról szóló 1999. évi LXXV. törvény, valamint a gazdasági reklámtevékenység alapvető feltételeiről és egyes korlátairól szóló 2008. évi XLVIII. törvény is a szexuális szolgáltatás, illetve a prostitúció fogalmát használja. Nem indokolt tehát a törvényben sem az elavult üzletszerű kéjelgés fogalom fenntartása.
A New York-i Egyezmény 1. cikke szerint büntetendő, aki más személy kéjelgésének kielégítésére valakit prostitúció céljából megkerít, rábír, vagy elcsábít, akár annak beleegyezésével is, illetve aki e célból más személy prostitúcióját kizsákmányolja, akár annak beleegyezésével is. A 2. cikk szerint büntetendő, aki bordélyházat tart fenn, vezet, vagy fenntartásához szükséges anyagi eszközöket tudatosan szolgáltat, illetőleg az anyagi eszközök szolgáltatásában részt vesz, továbbá épületet vagy más helyet egészben vagy részben mások prostitúciójának céljára tudatosan bérbe ad, vagy bérel. A prostitúció elősegítése tényállás szinte szó szerint felel meg az Egyezménynek, a szövegen a törvény sem változtat. Technikai változtatás annyiban történt, hogy a törvény a rábírást beépíti az azonos büntetési tétellel fenyegetett (1) bekezdésbe, ezzel a tényállás szerkezetét leegyszerűsíti.
A 2011/93/EU irányelv 4. cikk (5) bekezdése és a Lanzarote Egyezmény 19. cikk (1) bekezdése szerint büntetendő a gyermek prostituálása. Ezt jelenleg lefedi a prostitúció elősegítése tényállás „mást prostitúcióra rábír” fordulata, illetve a kerítés tényállása, azonban a törvény - kifejezve a tizennyolc éven aluliak fokozott büntetőjogi védelmét - a prostitúcióra való rábírást ilyen személy vonatkozásában magasabb büntetési tétellel bünteti, mint a felnőttkorúak esetében, illetve az ehhez kapcsolódó segítségnyújtást is szankcionálja.”

## A korábbi szabályozás (üzletszerű kéjelgés elősegítése)
A Btk. 205.§-át, vagyis az üzletszerű kéjelgés elősegítése bűntette megszövegezése többször változott.

### 1962. július 1-től 1979. június 30-ig volt hatályos
(1) Aki lakását üzletszerű kéjelgés céljára másnak rendelkezésére bocsátja, három évig terjedő szabadságvesztéssel büntetendő.
(2) Ugyanígy büntetendő, aki bordélyházat tart fenn vagy vezet, avagy az annak fenntartásához szükséges anyagi eszközöket szolgáltatja, illetőleg az anyagi eszközök szolgáltatásában részt vesz.

### 1979. július 1-től 1987. december 31-ig  volt hatályos
(1) Aki a lakását üzletszerű kéjelgés céljára másnak rendelkezésére bocsátja, vétséget követ el, és két évig terjedő szabadságvesztéssel büntetendő.
(2) Aki mást üzletszerű kéjelgésre rábír, vagy bordélyházat tart fenn, illetve vezet, bűntettet követ el, és három évig terjedő szabadságvesztéssel büntetendő.

### 1988. január 1-től 1993. május 14-ig  volt hatályos
(1) Aki a lakását üzletszerű kéjelgés céljára másnak rendelkezésére bocsátja, vétséget követ el, és két évig terjedő szabadságvesztéssel, szigorított javító-nevelő munkával, javító-nevelő munkával vagy pénzbüntetéssel büntetendő. (2) Aki mást üzletszerű kéjelgésre rábír, vagy bordélyházat tart fenn, illetve vezet, bűntettet követ el, és három évig terjedő szabadságvesztéssel büntetendő. 

### 1993. május 15-től 1997. szeptember 14-ig volt hatályos
(1) Aki épületet vagy egyéb helyet üzletszerű kéjelgés céljára másnak a rendelkezésére bocsát, bűntettet követ el, és három évig terjedő szabadságvesztéssel büntetendő.
(2) Aki bordélyházat tart fenn, vezet, vagy annak működéséhez anyagi eszközöket szolgáltat, öt évig terjedő szabadságvesztéssel büntetendő.
(3) A büntetés két évtől nyolc évig terjedő szabadságvesztés, ha a bordélyházban tizennyolcadik életévét be nem töltött személy folytat üzletszerű kéjelgést.
(4) Aki mást üzletszerű kéjelgésre rábír, az (1) bekezdés szerint büntetendő.

### 1997. szeptember 15-től 2002. március 31-ig volt  hatályos
(1) Aki épületet vagy egyéb helyet üzletszerű kéjelgés céljára másnak a rendelkezésére bocsát, bűntettet követ el, és három évig terjedő szabadságvesztéssel büntetendő.
(2) Aki bordélyházat tart fenn, vezet, vagy annak működéséhez anyagi eszközöket szolgáltat, öt évig terjedő szabadságvesztéssel büntetendő.
(3) A büntetés két évtől nyolc évig terjedő szabadságvesztés, ha 
a) a bordélyházban tizennyolcadik életévét be nem töltött személy folytat üzletszerű kéjelgést, 
b) az üzletszerű kéjelgés elősegítését bűnszervezet tagjaként követik el.
(4) Aki mást üzletszerű kéjelgésre rábír, az (1) bekezdés szerint büntetendő.

### 2002. április 1-jétől volt hatályos
(1) Aki épületet vagy egyéb helyet üzletszerű kéjelgés céljára másnak a rendelkezésére bocsát, bűntettet követ el, és három évig terjedő szabadságvesztéssel büntetendő.
(2) Aki bordélyházat tart fenn, vezet, vagy annak működéséhez anyagi eszközöket szolgáltat, öt évig terjedő szabadságvesztéssel büntetendő.
(3) A büntetés két évtől nyolc évig terjedő szabadságvesztés, ha
a) a bordélyházban tizennyolcadik életévét be nem töltött személy folytat üzletszerű kéjelgést.
b)
(4) Aki mást üzletszerű kéjelgésre rábír, az (1) bekezdés szerint büntetendő.